# 普萊斯島
普萊斯島（英語：Plaice Island）是南極洲的島嶼，位於葛拉漢地西岸，處於鯖魚島以西，屬於菲什群島的一部分，由英國探險隊繪入地圖，現時由南極條約體系管理。